# Ocyptamus opacus
Ocyptamus opacus är en tvåvingeart som först beskrevs av Fluke 1950.  Ocyptamus opacus ingår i släktet Ocyptamus och familjen blomflugor.
Artens utbredningsområde är Ecuador. Inga underarter finns listade i Catalogue of Life.